# Igny-Comblizy
Igny-Comblizy és un municipi francès, situat al departament del Marne i a la regió del Gran Est. L'any 2007 tenia 433 habitants.

## Demografia

### Població
El 2007 la població de fet d'Igny-Comblizy era de 433 persones. Hi havia 166 famílies, de les quals 44 eren unipersonals (24 homes vivint sols i 20 dones vivint soles), 47 parelles sense fills, 59 parelles amb fills i 16 famílies monoparentals amb fills.
La població ha evolucionat segons el següent gràfic:
Habitants censats

### Habitatges
El 2007 hi havia 204 habitatges, 172 eren l'habitatge principal de la família, 14 eren segones residències i 18 estaven desocupats. 190 eren cases i 12 eren apartaments. Dels 172 habitatges principals, 131 estaven ocupats pels seus propietaris, 36 estaven llogats i ocupats pels llogaters i 5 estaven cedits a títol gratuït; 7 tenien dues cambres, 19 en tenien tres, 52 en tenien quatre i 94 en tenien cinc o més. 127 habitatges disposaven pel capbaix d'una plaça de pàrquing. A 64 habitatges hi havia un automòbil i a 89 n'hi havia dos o més.

### Piràmide de població
La piràmide de població per edats i sexe el 2009 era:
| Homes | Edats   | Dones |
| ----- | ------- | ----- |
| 0     | 95 o +  | 0     |
| 0     | 90 a 94 | 0     |
| 4     | 85 a 89 | 4     |
| 0     | 80 a 84 | 4     |
| 0     | 75 a 79 | 16    |
| 4     | 70 a 74 | 12    |
| 12    | 65 a 69 | 0     |
| 8     | 60 a 64 | 8     |
| 4     | 55 a 59 | 8     |
| 12    | 50 a 54 | 0     |
| 16    | 45 a 49 | 32    |
| 16    | 40 a 44 | 20    |
| 0     | 35 a 39 | 12    |
| 12    | 30 a 34 | 16    |
| 4     | 25 a 29 | 4     |
| 12    | 20 a 24 | 16    |
| 20    | 15 a 19 | 24    |
| 32    | 10 a 14 | 16    |
| 4     | 5 a 9   | 4     |
| 8     | 0 a 4   | 4     |

## Economia
El 2007 la població en edat de treballar era de 302 persones, 238 eren actives i 64 eren inactives. De les 238 persones actives 217 estaven ocupades (118 homes i 99 dones) i 21 estaven aturades (5 homes i 16 dones). De les 64 persones inactives 27 estaven jubilades, 22 estaven estudiant i 15 estaven classificades com a «altres inactius».

### Ingressos
El 2009 a Igny-Comblizy hi havia 173 unitats fiscals que integraven 442 persones, la mediana anual d'ingressos fiscals per persona era de 18.079,5 €.

### Activitats econòmiques
Dels 11 establiments que hi havia el 2007, 1 era d'una empresa alimentària, 1 d'una empresa de fabricació d'altres productes industrials, 5 d'empreses de construcció, 1 d'una empresa de comerç i reparació d'automòbils, 2 d'empreses d'hostatgeria i restauració i 1 d'una empresa immobiliària.
Dels 4 establiments de servei als particulars que hi havia el 2009, 2 eren paletes, 1 fusteria i 1 lampisteria.
L'any 2000 a Igny-Comblizy hi havia 23 explotacions agrícoles que ocupaven un total de 1.248 hectàrees.

## Equipaments sanitaris i escolars
El 2009 hi havia una escola elemental.

## Poblacions més properes
El següent diagrama mostra les poblacions més properes.